# Magas de Cirene
Magas (grec antic: Μάγας) fou rei de Cirene. Era fillastre de Ptolemeu I Sòter, fill de la seva dona Berenice I d'un anterior matrimoni amb un macedoni de nom Filip que Pausànias diu que era de naixement innoble però que probablement podria ser identificat amb el fill d'Amintes, comandant d'una de les divisions de la falange durant les guerres d'Alexandre el Gran a Àsia.
Magas va acompanyar a la seva mare a Egipte, on aviat va gaudir del favor de Ptolemeu que el 308 aC el va nomenar comandant de les forces que havien de recuperar Cirene a la mort de Ofel·les. Magas va tenir èxit i va obtenir del seu padrastre el títol de governador de la província que va tornar a unir a Egipte, govern que va conservar 50 anys (308 aC a 258 aC).
Aquest període de la història de Cirene és desconegut o quasi. Magas va governar sota sobirania de Ptolemeu almenys mentre aquest va viure, i és possible que el mateix Ptolemeu li donés el títol honorífic de rei. Però al pujar al tron Ptolemeu II Filadelf l'amistat es va trencar i Magas es va declarar rei independent i fins i tot va fer la guerra al rei egipci aliat amb Antíoc I Soter amb la germana del qual, Apama, es va casar. Va avançar cap a la frontera fins a Paretonion, quan va haver de tornar a correcuita per la revolta dels marmarides l'any 274 aC instigada pels egipcis, que amenaçava les seves comunicacions amb Cirene. Aquesta rebel·lió es creu que va ser obra d'Arsinoe II la dona de Ptolemeu Filadelf. Quan Ptolemeu l'anava a perseguir els seus mercenaris gàlates es van amotinar i va haver d'abandonar la persecució.
En aquestes circumstàncies Magas va tornar de provar una segona invasió i va avançar fins a la frontera ocupant aquesta vegada Paretonion i acostant-se a Alexandria. La flota egípcia mentre va passar a l'atac i va desembarcar a Cilícia, que va ocupar i va seguir Pamfília i les costes de Lícia i de Cària amb les ciutats de Cnidos i Halicarnàs entre d'altres. També va ocupar algunes de les illes Cíclades de la mar Egea, especialment Samos. Soldats egipcis van desembarcar també a Itarcos, a Creta i a algunes ciutats de la costa fenícia (la principal Arvad). Tot això va impedir a Antíoc atacar per Celesíria i ajudar a Magas.
Finalment el 272 aC es va fer la pau i Egipte va conservar Cilícia occidental, i les costes de Pamfília, Lícia i Cària, la Celesíria i Fenícia i la Jònia, Cíclades i Samos, però Magas va ser reconegut com a rei de Cirene. La seva jove filla Berenice II es va casar amb Ptolemeu III Evèrgetes I, el fill gran de Filadelf.
Va seguir un llarg període de pau de cronologia incerta, però se sap que Magas cada vegada es dedicà més al plaers i s'engreixà extraordinàriament. Es va casar amb una segona dona, Arsinoe, que li va sobreviure. El 258 aC, a conseqüència d'estar massa gros, va morir probablement d'un atac de cor.
El seu nom apareix inscrit en una pedra prop de Peshawar el que indicaria relacions comercials de Cirene amb l'Índia.